# 爱德华多·坎波斯
爱德华多·甘伯斯（葡萄牙語：Eduardo Henrique Accioly Campos，1965年8月10日—2014年8月13日）是一位巴西经济学家和政治人物。他是巴西社会党（PSB）的前领导人。2004到2005年任巴西科技部部长，2007年至2014年担任伯南布哥州州长。

## 政治生涯
家族世代為官的甘伯斯21歲開始從政，短短幾年就成為一方權勢代表，被喻為巴西政壇新星。
甘伯斯以大膽行事出名，2006年參選東北部伯南布哥州（Pernambuco）州長，一開始在民調排名第3，最後當選州長，2010年更以全國最高投票率連任成功。
2013年放棄支持羅賽芙（Dilma Rousseff）左派勞工黨政府，甘伯斯以「第3陣營」代表參選，試圖打破近20年來由巴西勞工黨與巴西社會民主黨兩黨操控及主導巴西政壇的兩大政治聯盟勢力。

## 墜機身亡
2014年4月，他在伯南布哥州宣布参选将于2014年10月举办的巴西总统选举，竞选伙伴、2010年前綠黨總統候選人、環保主義人士瑪麗娜·席爾瓦作为副总统候选人。
2014年8月13日，其乘坐的私人飞机Cessna 560XL在巴西发生意外事故坠毁，机上7名人员全部遇难，甘伯斯享年49岁，引起巴西政壇震驚。 瑪麗娜·席爾瓦其後接替他再次成為總統候選人。